# Galgberget, Visby

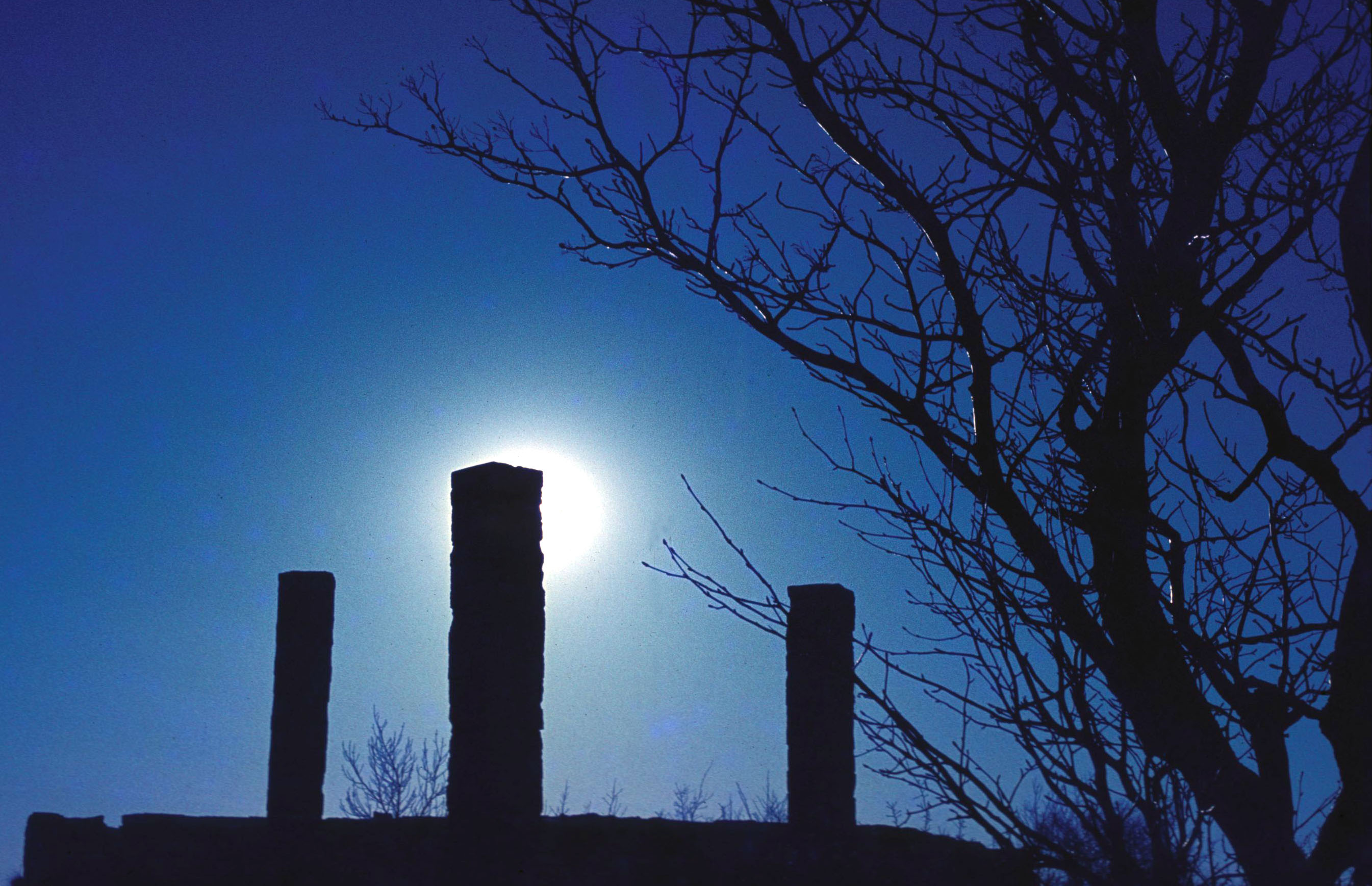
Galgen på Galgberget, 1980.

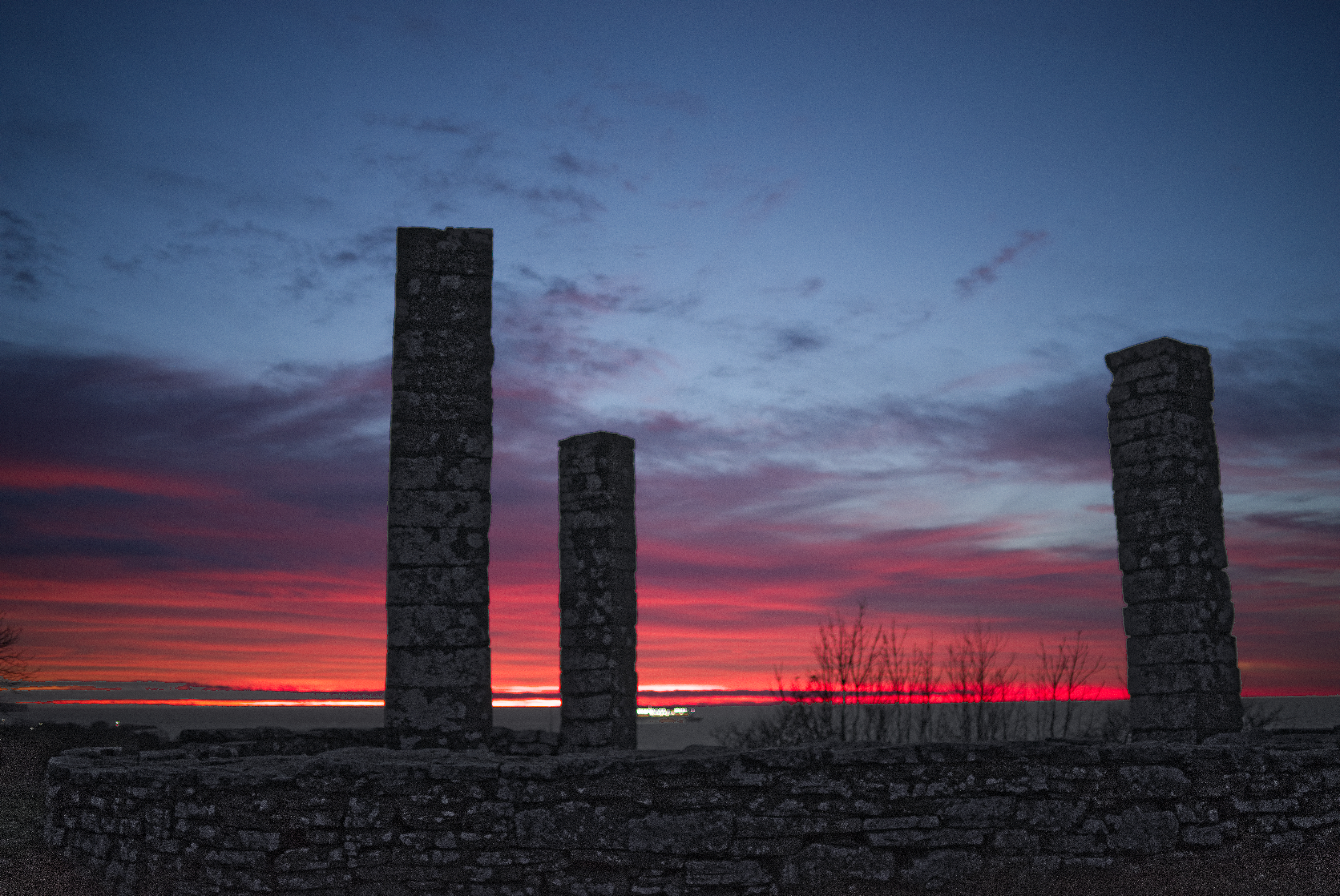
Galgberget i november då mörkret fallit på.

Galgberget är ett kommunalt naturreservat strax norr om Visby på Gotland. Området begränsas i väster av klintkanten, i öster av länsväg 149, i söder av Visby stad. Området har en karg växtlighet med bara kalkstensklippor och slånbärssnår. Det är ett populärt strövområde. 
Galgberget har fått sitt namn efter den ännu kvarvarande galgen vid vilken man i äldre tider avrättade brottslingar. Galgen omgärdas av en cirkelformig stenmur som mäter 16 meter i diameter och är omkring en meter hög. Det finns en öppning i muren åt söder. Vid murens insida reser sig tre, omkring sex meter höga, pelare av kalksten. På pelarna har det vilat träbjälkar i vilka brottslingarna hängdes i rep och krokar. Man tror att avrättningsplatsen var i bruk fram till 1845. Tidigare var sikten fri in till Visby och från havet så att alla kunde beskåda de avrättade. I ett utgrävningsschakt inne i galgens stencirkel hittade arkeologer från länsmuseet i Visby i juli 2008 benrester från närmare 30 avrättade människor. Samtliga antas ha blivit avrättade på platsen. Fynden tyder på att platsen använts åtminstone från 1200-talet. Galgen är klassificerad som fornlämning.
Nedanför galgen, omkring 250 meter norrut, ligger en labyrint. Den är svampformad och har korsplan. Från ingången är labyrinten 19 meter bred och 18 meter lång. Det finns även två stensättningar på platsen, vilket tyder på att platsen har en lång historia. På Galgberget, omkring 300 meter söder om galgen, finns ruinerna av två kalkugnar. Den södra ugnen är 12 meter hög och fyrkantig med fem meter i sidan. Den nordliga ugnen är 10 meter hög och har sexkantig form med en diameter på knappt fem meter. Såväl kalkugnarna som labyrinten och stensättningarna är klassificerades som fornlämningar.
Strax utanför naturreservatets sydliga gräns, på väg mot Visby, ligger Sankt Görans kyrkoruin. Vid Galgberget finns även en motorbana. Nuförtiden finns det även ett antal lägenheter. Under Medeltidsveckan organiserade tidigare den lokala SCA-föreningen Styringheim ett medeltida tältläger på Galgberget.

## Bilder

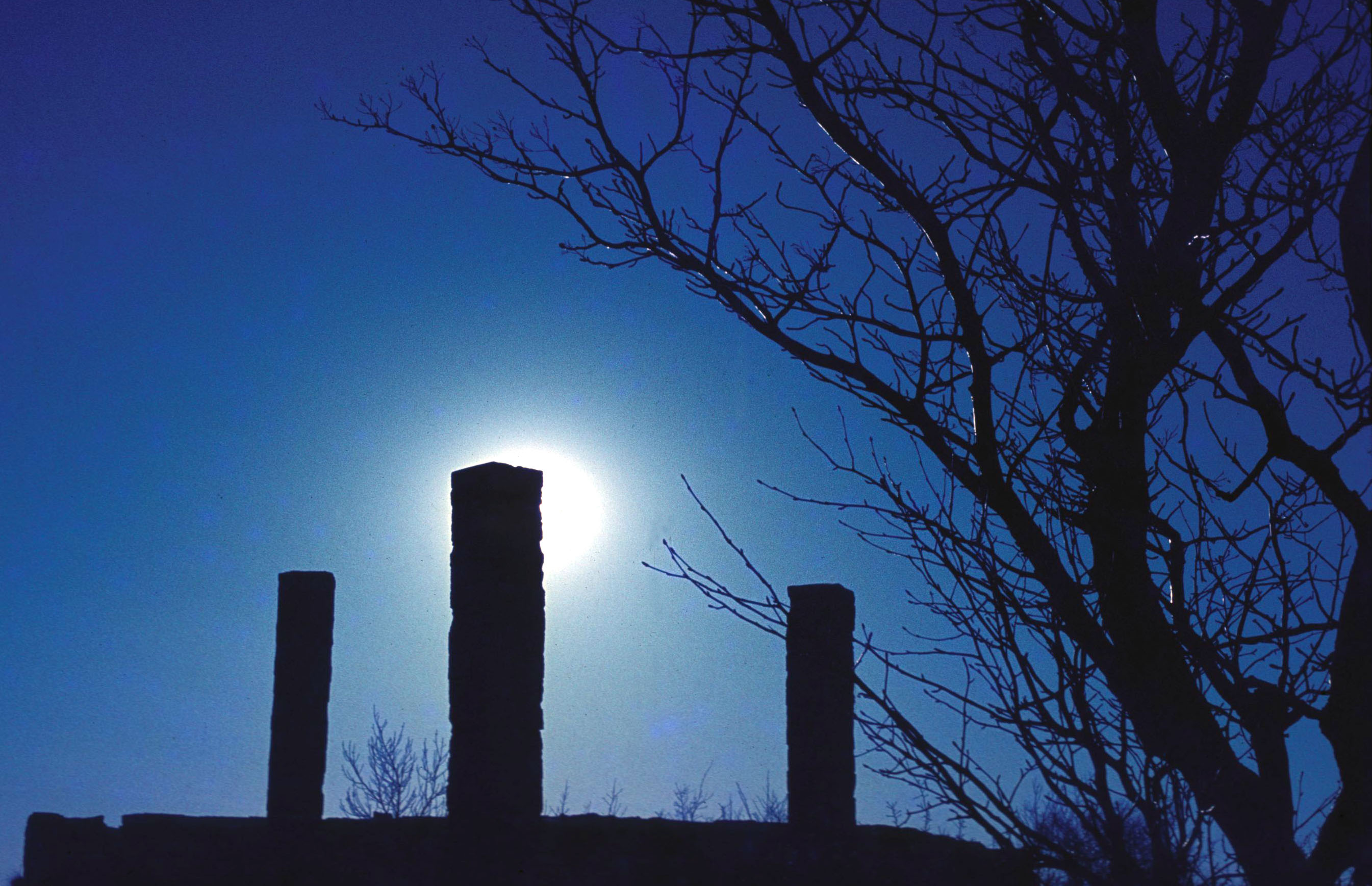
Galgen på Galgberget, 1980.
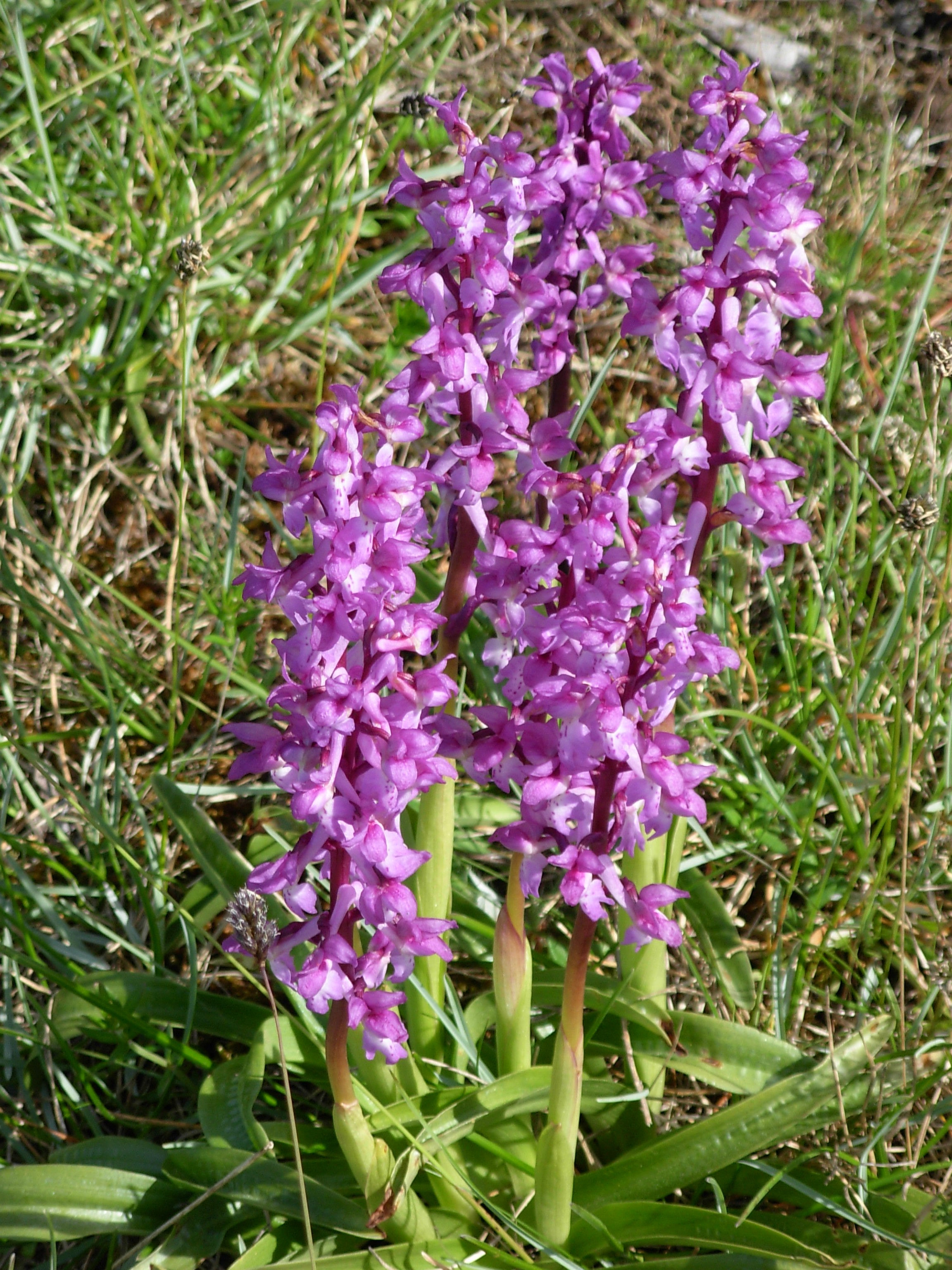
Sankt Pers nycklar på Galgberget.
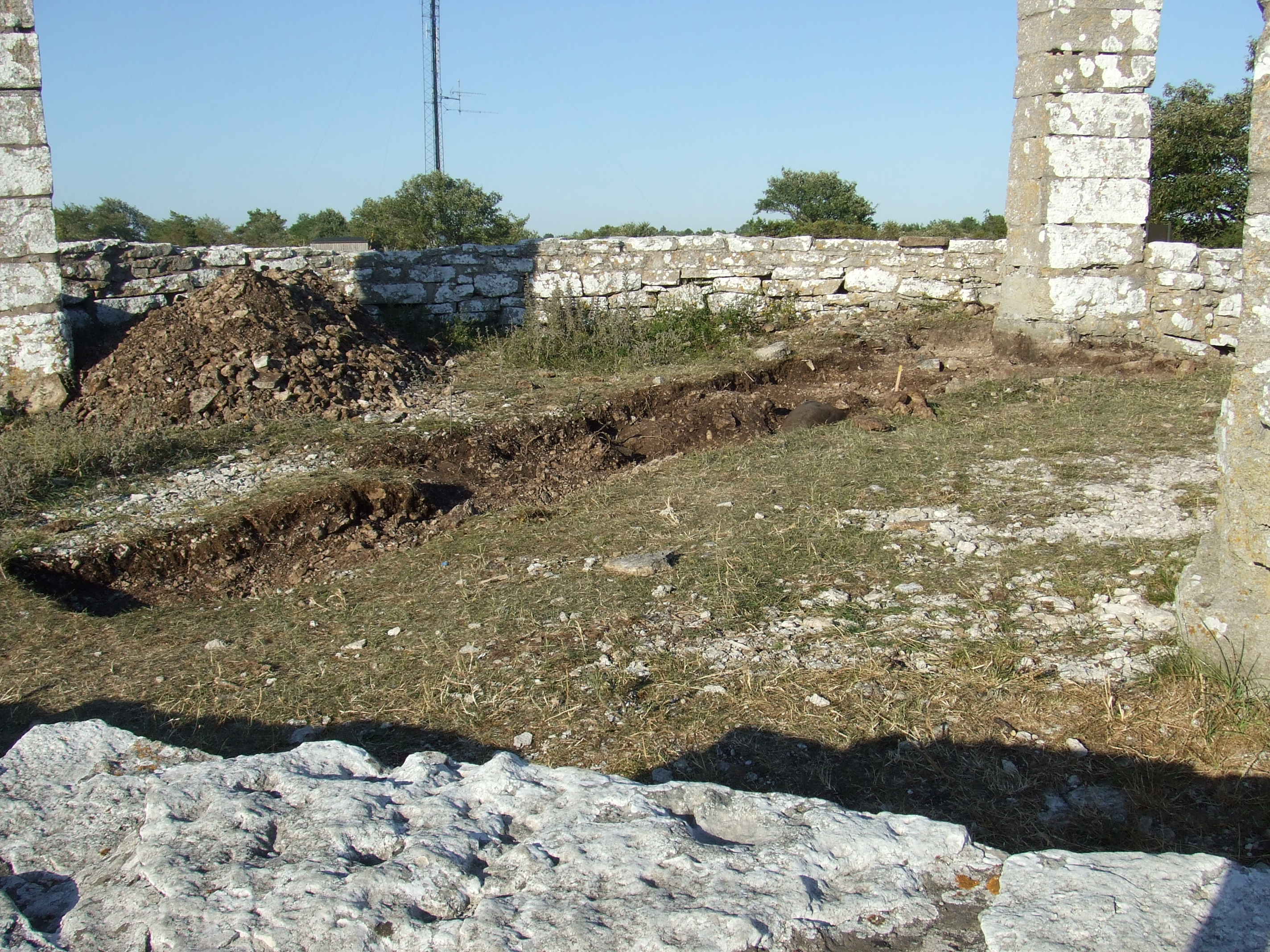
Arkeologisk utgrävningsyta inne i galgen där arkeologer 2008 hittade resterna av cirka 30 avrättade människor.